# Amtsgericht Eupen

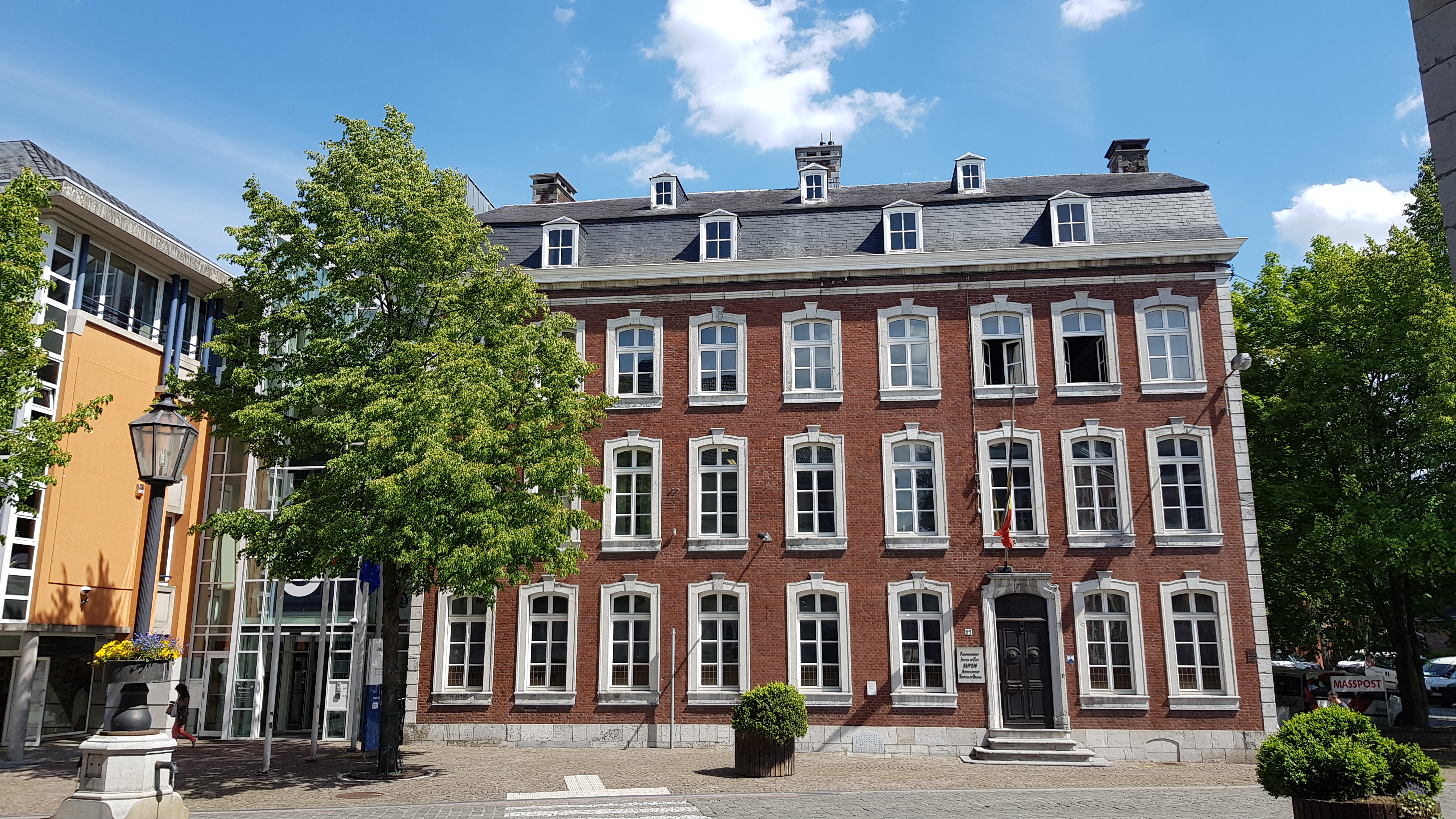
Haus Klötzerbahn 27, Amtsgerichtsgebäude ab 1940

Das Amtsgericht Eupen war ein preußisches Amtsgericht mit Sitz in Eupen.

## Geschichte
In Eupen bestand bis 1879 das Friedensgericht Eupen als Eingangsgericht. Das königlich preußische Amtsgericht Eupen wurde mit Wirkung zum 1. Oktober 1879 als eines von 16 Amtsgerichten im Bezirk des Landgerichtes Aachen im Bezirk des Oberlandesgerichtes Köln gebildet. Der Sitz des Gerichts war Eupen.
Sein Gerichtsbezirk umfasste den Kreis Eupen.
Am Gericht bestand 1880 eine Richterstelle. Das Amtsgericht war damit ein kleines Amtsgericht im Landgerichtsbezirk.
Aufgrund des Versailler Vertrags wurde das deutschsprachige Eupen-Malmedy 1919 an Belgien abgetreten. Das Amtsgericht Eupen musste seine Arbeit einstellen und ein belgisches Friedensgericht Eupen übernahm seine Aufgaben.
Im Zweiten Weltkrieg wurde Belgien besetzt und Eupen-Malmedy am 18. Mai 1940 zurück in das Deutsche Reich eingegliedert. Durch Verordnung vom 29. Juli 1940 wurden das Amtsgericht Eupen wieder errichtet und erneut dem Landgerichts Aachen zugeordnet. 1945 endete die deutsche Herrschaft in Eupen-Malmedy und das Amtsgericht Eupen stellte seine Arbeit ein.

## Amtsgerichtsgebäude
Das Amtsgericht nutzte ab 1940 das Haus Klötzerbahn 27. Das Gebäude steht unter Denkmalschutz.